# دویس ایرماس دو بوریتی
دویس ایرماس دو بوریتی (به پرتغالی: Dois Irmãos do Buriti) یک منطقهٔ مسکونی در برزیل است که در ماتوگروسو جنوبی واقع شده‌است. دویس ایرماس دو بوریتی ۲٬۳۴۵ کیلومتر مربع مساحت و ۱۱٬۴۶۷ نفر جمعیت دارد.